# Daniel Lalhlimpuia
Prashanth Kalinga là một cầu thủ bóng đá người Ấn Độ thi đấu ở vị trí hậu vệ cho Bengaluru FC ở Indian Super League.

## Sự nghiệp

### Bengaluru FC
Kalinga được đẩy lên đội chính trong Cúp AFC 2016. Anh có màn ra mắt ở Cúp AFC 2017 trước Transport United ngày 23 tháng 1 năm 2018.